# Maishima Arena
Pour les articles homonymes, voir Maishima.
Le Maishima Arena est une salle multi-sport située à Osaka dans la Préfecture d'Osaka au Japon.
Le complexe a ouvert ses portes en 1995. Il contient la salle du club de basketball des Osaka Evessa évoluant en B.League, la ligue de plus haut niveau du Japon, fondée en 2016.

## Principaux équipements

### Arène principale
Le Maishima Arena est un complexe polyvalent puisqu'il permet selon la configuration de pratiquer dans l'arène principal du basket-ball, du volley-ball, du tennis, du handball, du tennis de table et du badminton. La surface du plancher est de 2 720 m2 (68 m x 40 m).

### Arène secondaire
La seconde salle dispose de plusieurs configurations. La surface du plancher est de 25 m par 37 m soit 925 m2. Elle peut accueillir du volley-ball, du basket-ball, du tennis de table et du badminton.  
| Nombre de terrains disponibles | Nombre de terrains disponibles | Nombre de terrains disponibles |
| Configuation                   | Arène principale               | Arène secondaire               |
| ------------------------------ | ------------------------------ | ------------------------------ |
| Basket-ball                    | 3                              | 1                              |
| Volley-ball                    | 4                              | 2                              |
| Tennis                         | 4                              | 0                              |
| Handball                       | 1                              | 0                              |
| Tennis de table                | 20                             | 6                              |
| Badminton                      | 16                             | 4                              |

## Utilisations
Outre le Basketball et les Osaka Evassa, le gymnase accueille occasionnellement le club de futsal de la ville, les Shriker Osaka.  
Le gymnase est composé de deux salles qui permettent la pratique de divers sports. Le complexe accueille divers événements sportifs ainsi que des concerts.  
Le gymnase dispose d'un parking de 400 places.  
Le bâtiment dispose aussi de trois salles de conférences : une grande salle de 200 m2 prévue pour accueillir 100 personnes, ainsi que deux salles de 60m². Elles peuvent accueillir des conférences de presse les jours de matchs.   